# スタンピード・レスリング
スタンピード・レスリング（Stampede Wrestling）は、カナダのアルバータ州カルガリーを拠点としていたプロレス団体。

## 歴史
終戦後、ニューヨークで活躍していたスチュ・ハートが母国のカナダに帰国して、1951年にクロンダイク・レスリング（Klondike Wrestling）を設立。同年、カルガリーで旗揚げ戦を開催。
1952年、団体名をスタンピード・レスリングに改称。
1970年代中盤から1980年代前半まで日本の国際プロレス、新日本プロレス、全日本女子プロレスと業務提携を結んでおり、若手選手が海外修行のために遠征していた。
1982年までNWAに加盟していたが、NWAの会長であるジム・クロケット・ジュニアとは相性が悪く、NWAを脱退してAWAと業務提携を結んだ。同じくAWAと業務提携を結んでいたCWAとも協調関係にあった。 
1984年8月、WWFに買収されるも、1985年10月にスチュの次男であるブルース・ハートが取り戻す。しかし、1989年12月に活動停止。
1999年4月、ブルースとロス・ハート（スチュの八男）が再興。2007年、ビル・ベルに売却後、2008年4月に再び活動停止。
2011年11月6日、スチュの長男であるスミス・ハートがスタンピードを名乗る興行をオンタリオ州で開催していた。一方、ブルースも夏にオリジナル・スタンピード・レスリングを旗揚げしていた。

## タイトル
2008年4月活動停止時の王座
- 北米ヘビー級王座（カルガリー版）
- 英連邦ミッドヘビー級王座（カルガリー版）
- インターナショナル・タッグ王座

過去に存在した王座
- 大英帝国ヘビー級王座（カナダ版）
- 世界ミッドヘビー級王座（カルガリー版）
- カナディアン・ヘビー級王座（カルガリー版）
- カナディアン・タッグ王座（カルガリー版）
- アルバータ・タッグ王座
- IWA世界ヘビー級王座（カルガリー版）
- IWA世界女子王座

## 参戦選手

### 男子選手
- アーチー・ゴルディー
- アファ・アノアイ
- アブダー・シン
- アブドーラ・ザ・ブッチャー
- アル・コステロ
- アンジェロ・モスカ
- アンドレ・ザ・ジャイアント
- ウイルバー・スナイダー
- ウェイン・コールマン
- ヴォッカン・シン
- エイドリアン・ストリート
- エリック・ザ・レッド
- エリック・トンプソン
- オーエン・ハート
- オックス・ベーカー
- ガーフィールド・ポーツ
- カール・フォン・ショッツ
- カール・フォン・スタイガー
- カウボーイ・ボブ・エリス
- ガマ・シン（英語版）
- カルロス・ベラフォンテ
- キース・ハート（英語版）
- キューバン・アサシン
- キラー・コワルスキー
- キラー・トーア・カマタ
- キラー・ブルックス
- ギル・ヘイズ
- キング・イヤウケア
- キンジ渋谷
- クリス・ベノワ
- クルト・フォン・ヘス
- グレート・アントニオ
- ケリー・ブラウン（英語版）
- ケンドー・ナガサキ
- コーポラル・カーシュナー
- ジート・モンゴル
- ジェイク・ロバーツ
- ジェイソン・ザ・テリブル
- ジェフ・ポーツ
- ジェリー・グラハム
- ジェリー・モロー
- シカ・アノアイ
- ジプシー・ジョー
- ジム・ナイドハート
- ジム・モリス
- ジャック・ルージョー
- ジョー・ルダック
- ジョージ・ウェルズ
- ジョージ・ゴーディエンコ
- ジョナサン・ボイド
- ジョニー・スミス
- ジョニー・デバイン
- ジョニー・バレンタイン
- ジョン・トロス
- ジン・キニスキー
- ジン・ルイス
- スウィート・ウィリアム
- スウィート・ダディ・シキ
- スカイ・ハイ・リー
- スタン・ザ・ムース
- スタン・スタージャック
- スティーブ・ブラックマン
- スティーブ・ライト
- タイガー・ラジ・シン
- ダイナマイト・キッド
- ダグ・ファーナス
- ダニー・クロファット
- ダニー・リトルベア
- ダニー・リンチ
- タワーリング・インフェルノ
- TJウィルソン
- ディック・スタインボーン
- デイビーボーイ・スミス
- デール・ルイス
- デストラクション
- テディ・ハート
- デビッド・シュルツ
- テリー・ファンク
- トニー・マリノ
- ドミニク・ブラボー
- トム・マギー
- ドリー・ファンク・ジュニア
- ドン・ムラコ
- ドン・レオ・ジョナサン
- ナッティ・ナイドハート
- ニック・カーター
- ニック・ボックウィンクル
- ネルソン・ロイヤル
- ノーマン・フレデリック・チャールズ3世
- ハーリー・レイス
- バッドニュース・アレン
- バディ・ロバーツ
- ハリー・スミス
- パンピロ・フィルポ
- ピエール・マーチン
- ビッグ・ジョン・クイン
- ビッグ・ダディ・リッター
- ビル・アーウィン
- ビル・ドロモ
- ビル・ロビンソン
- ブッチ・モファット
- ブッチャー・バション
- ブッチャー・ブラニガン
- ブライアン・ピルマン
- フランキー・レイン
- ブルドッグ・ブラワー
- ブルース・ハート（英語版）
- ブレット・ハート
- ベポ・モンゴル
- ベンジー・ラミレス
- ホイッパー・ビリー・ワトソン
- ボビー・バス
- ボブ・スウィータン
- ボブ・ブラウン
- ホンキー・トンク・ウェイン
- マーク・ルーイン
- マイク・シャープ
- マイク・シャープ・ジュニア
- マイク・マーテル
- マイケル・バレンティノ
- マイティ・ウルスス
- マスクド・スーパースター
- マッカン・シン
- マッドドッグ・バション
- ミツ荒川
- ラリー・キャメロン（英語版）
- ラリー・シャープ
- ラリー・レーン
- ランディ・タイラー
- リック・マーテル
- リッパー・コリンズ
- ルー・テーズ
- ルーク・グラハム
- ルーサー・リンゼイ
- レオ・バーク
- レジー・パークス
- レス・ソントン
- ロイ・ヘファーナン
- ロジャー・スミス
- ロディ・パイパー
- ロニー・エチソン
- ロン・スター
- ワイルド・アンガス
- ワルドー・フォン・エリック

### 女子選手
- ウェンディ・リヒター
- モンスター・リッパー
- ルナ・バション

## 日本人参戦選手

### 男子選手
- キラー・カーン
- グレート・サキ
- ザ・コブラ
- サニー・トゥー・リバーズ
- シャチ横内
- ショーグン・KY・ワカマツ
- スモー・ハラ
- 高野俊二
- トーキョー・ジョー
- ハシフ・カーン
- ヒゴ・ハマグチ
- ヒロ斎藤
- ファイティング・ハラ
- フジ・ヤマダ
- ベトコン・エクスプレス1号
- ベトコン・エクスプレス2号
- ベンケイ・ササキ
- ホー・チン・ロー
- マッハ隼人
- ミスター・ゴー
- ミスター・サクラダ
- ミスター・セキ
- ミスター・トヨ
- ミスター・ヒト
- ミッキー・イノウエ
- ヤス・フジイ
- リッキー・フジ

### 女子選手
- 長与千種